# Piotr Jaroszyński
Piotr Juliusz Jaroszyński (ur. 28 listopada 1955 w Łodzi) – prof. dr hab., polski filozof, publicysta, nauczyciel akademicki i polityk.

## Życiorys
Syn aktorów Czesława i Janiny z domu Wachowiak. W 1979 ukończył studia na Wydziale Filozofii Chrześcijańskiej Katolickiego Uniwersytetu Lubelskiego. Przez wiele lat był uczniem, a następnie współpracownikiem Mieczysława A. Krąpca OP. W 1983 uzyskał stopień naukowy doktora, a w 1990 stopień doktora habilitowanego. W 1994 został mianowany na stanowisko profesora nadzwyczajnego. W 2015 otrzymał tytuł profesora nauk humanistycznych.
W 1991 został kierownikiem Katedry Filozofii Kultury KUL. Wykłada też w Wyższej Szkole Kultury Społecznej i Medialnej w Toruniu i zasiada w Radzie Naukowej uczelni. Należy do towarzystw filozoficznych w Polsce, USA, Włoszech i Szwajcarii. Pełni funkcję prezesa fundacji „Lubelska Szkoła Filozofii Chrześcijańskiej”. Wchodzi w skład komitetu naukowego Powszechnej Encyklopedii Filozofii. Jest redaktorem naczelnym pisma „Człowiek w kulturze”. Działa na rzecz rozwoju kultury polskiej w ojczyźnie i licznych środowiskach polonijnych w świecie (np. USA, Kanada, Norwegia, Niemcy). W 1998 pełnił funkcję przewodniczącego uczestniczącego w wyborach samorządowych stowarzyszenia katolickiego Rodzina Polska.
Wszedł w skład komitetu wspierającego kandydaturę Karola Nawrockiego na prezydenta RP w wyborach w 2025.
Jest publicystą „Naszej Polski”, „Naszego Dziennika” oraz Radia Maryja i Telewizji Trwam jako felietonista audycji Myśląc Ojczyzna.

## Publikacje
- Metafizyka piękna (1986)
- Estetyka czy filozofia piękna? (1990)
- Spór o piękno (1992, 2002)
- Etyka – dramat życia moralnego (1992, kilka wydań)
- Metafizyka i sztuka (1996, 2002)
- Rozmyślania o mojej Ojczyźnie (1996)
- Naród tylu łez... (1997)
- Podstawy Retoryki klasycznej (1998, 2002)
- Patrzmy na rzeczywistość (1998)
- Polska i Europa (1999)
- Wprowadzenie do filozofii (współautor, 2000, kilka wydań)
- Jasnogórska droga do Europy (2000)
- Kim jesteśmy (2001)
- Ocalić polskość! (2001)
- Nauka w kulturze (2002)
- Metaphysics and Art (2002)
- Europa bez Ojczyzn? (2002)
- Nie tracić nadziei! (2002)
- Ethics – the Drama of the Moral Life (2003)
- A stawką jest niepodległość! (2003)
- Polonia: ku ojczystym źródłom (2004)
- Suwerenność nie jest przeżytkiem! (2004)
- W nowogródzkiej stronie (2004)
- Amahoro – podróż do serca Afryki (2005)
- R. Fąfara, W kręgu filozofii Malebranche’a. Wybór listów Étienne Gilsona i Henri Gouhiera (1920-1936), redaktor wydania i współautor tłumaczenia (2007)
- Przywracanie pamięci (2007)
- Science in Culture (Amsterdam and New York, Rodopi, 2007).
- Nie można milczeć! (2008)
- Człowiek i nauka. Studium z filozofii kultury (2008)
- Kultura słowa. Podstawy retoryki klasycznej (2008)
- Dla Polski! W blasku mistrzów (2009)
- Naród ma trwać! (2009)
- Wierni do końca! (2010)
- Metafizyka czy ontologia? (2011)
- Beauty and Being (2011)
- O godność Narodu! (2011)
- Poland Dares to Speak Up! (2012)
- Ética: el drama de la vida moral (2012)
- Odzyskać Polskę! (2012)
- Przyjdzie zwycięstwo! (2013)
- Nie tracić ducha! (2014)
- Nie zmarnować Polski! (2015)

## Odznaczenia
- Złoty medal „Zasłużony dla Nauki Polskiej Sapientia et Veritas” za szczególne za zasługi dla szkolnictwa wyższego i nauki, w tym za wybitne osiągnięcia w zakresie działalności naukowej, dydaktycznej oraz organizacyjnej (2023)[5]